# Bitwa pod Otumba
Bitwa pod Otumba – starcie zbrojne, które miało miejsce dnia 7 lipca 1520 r. w trakcie Podboju Meksyku przez Hiszpanów. W 1519 r. gubernator Kuby – Diego Velázquez de Cuéllar zorganizował wyprawę, której celem miał być rekonesans Jukatanu i ziem nad Zat. Hondurasu. Na jej czele postawił Hernána Cortésa.

## Wyprawa w nieznane
Wyprawa miała dostarczyć Hiszpanom nowych terenów do zasiedlenia, złota i niewolników. Cortés, człowiek dość zamożny, a przy tym przyjaciel gubernatora odniósł się do tego planu z entuzjazmem i sam wyposażył ekspedycję. Velázquez pozazdrościł Cortésowi pomyślnego werbowania drużyny i zaczął odnosić się do niego podejrzliwie, a następnie zapragnął odebrać mu dowództwo. Cortés w tej sytuacji wypowiedział mu posłuszeństwo i 18 lutego 1519 r. wypłynął z Santiago na Kubie wbrew rozkazom zwierzchnika. Prowadził ze sobą 100 marynarzy oraz około 500 żołnierzy (w tym trzydziestu kuszników i 12 arkebuzerów).
Cortés skierował się w stronę wybrzeży Jukatanu. Pierwszą potyczkę z tubylcami z plemienia Tabasco stoczono zaraz po przybiciu do wybrzeża. Hiszpanie sterroryzowali Indian końmi, których ci nie znali i obawiali się. Tabaskowie poddali się i ofiarowali Cortésowi dary, a Hiszpanie ruszyli dalej zakładając pierwsze miasto Nowej Hiszpanii – Veracruz. Następnie zatopiono potajemnie okręty, żeby zapobiec dezercji. Cortés dowiedział się również wtedy o niezadowoleniu wśród plemion wchodzących w skład państwa Azteków, gotowych sprzymierzyć się z każdym, z którym mogliby walczyć z ciemięzcami.

## Hiszpanie w Tenochtitlán
Aztekowie (Mexica) przybyli do doliny Meksyku w XIII wieku. W 1427 roku zawiązali federację plemienną, do której obok ich stolicy – Tenochtitlánu weszły także Tezcoco (Texcoco) oraz Tlacopan. Na czele hierarchicznie zbudowanego państwa stał władca będący jednocześnie najwyższym kapłanem boga wojny i Słońca – Huitzilopochtli.
Władcą Azteków był w owym czasie Montezuma II. Gdy dowiedział się, że Cortés zbliża się do Tenochtitlán (jego siedziby) wysłał posłów niosących mu liczne dary i poprosił o opuszczenie kraju w pokoju. Cortés polecił przekazać Montezumie, że postanawia odwiedzić jego stolicę. Po drodze, walczył z niezależnym państwem Tlaxcalla, które przyłączyło się do przymierza przeciw Mexica i wspomogło Hiszpanów swymi oddziałami. Montezuma wiedział już, że przybycie Cortésa jest nieuniknione. Kolejna para posłów przybyła, aby doprowadzić gości do stolicy usytuowanej na wyspie pośrodku jeziora Xaltocan. Montezuma przyjął go z honorami, dał do dyspozycji jeden z pałaców. Cortés nie był natarczywy i traktował Azteka jak równego, próbował jednak rządzić przez niego państwem Azteków sprowadzając go do swej kwatery i trzymając jako zakładnika.
W maju 1520 r. Cortés zmuszony był wrócić na wybrzeże, gdyż Velazquez, wściekły na Cortésa wysłał za nim ekspedycję, żeby go aresztować. Ten ostatni wykazując się dużym sprytem przeciągnął ludzi gubernatora na swoją stronę Tym samym miał do swej dyspozycji około 1200 wojaków. W Tenochtitlán pozostawił swoich ludzi pod wodzą Pedra de Alvarado, który grabieżami i morderstwami sprowokował Azteków do powstania. Kiedy Cortés wrócił do miasta zastał wrogą atmosferę.
Hiszpanie postanowili się wycofać do Tlaxcalli. Cortés zarządził ewakuację z 30 czerwca na 1 lipca 1520 r. Jednak plan się nie powiódł: zaatakowani przez Indian Hiszpanie ponieśli ogromne straty. Szacuje się, że w czasie tej tzw. smutnej nocy (Noche Triste) Cortés stracił co najmniej trzy czwarte ludzi (według różnych obliczeń od 600 do 1 000) oraz kilka tysięcy indiańskich sojuszników. Przepadła też cała artyleria i amunicja. Z ponad 100 koni ocalały zaledwie 23.

## Ku przeznaczeniu

Trasa odwrotu Hiszpanów z Tenochtitlán

Po wyjściu z miasta poturbowani Hiszpanie szli zachodnim brzegiem jeziora. Za kolumną posuwały się bez przerwy oddziały indiańskie, które jednak nie atakowały. Panował głód, doskwierało pragnienie. Dowódcy azteccy doskonale wiedzieli, że kierują się oni do Tlaxcallan – dlatego też, nie rezygnując z nękania uciekinierów, koncentrowali znaczne siły w pobliżu miasta Otumba, niedaleko granic tlaxcalteckich.
Siódmego lipca Hiszpanie zeszli na równinę Tonan znajdującej się niedaleko Otumby. Zewsząd nadciągały tłumy indiańskich wojowników. Dysproporcja sił była miażdżąca. Jeden z kronikarzy wyprawy Lopez de Gomara przytoczył opinię, iż armia przeciwników liczyła 200 tys. ludzi. Jego szacunki są mało wiarygodne. Prawdopodobnie armia aztecka liczyła nie więcej niż 10 – 20 tys. ludzi. Wojownicy indiańscy uzbrojeni byli we włócznie, drewnianych mieczy o krawędziach nabijanych silnie tnącymi ostrzami z obsydianu (macuahuitl) lub jego odmiany szerszej i dwuręcznej (macuahuitzoctli). Dzierżyli okrągłe lub owalne tarcze z twardej trzciny. Korpus chronili pancerzem-kaftanem z pikowanej bawełny grubym na dwa palce. Na głowy założyli drewniane hełmy w kształcie głów zwierząt.
Hiszpanie, których było naprawdę niewielu, (200–600) z piechoty uformowali szyk obronny z chorymi i rannymi w centrum, jeźdźcy otrzymali zadanie rozpraszania atakujących i torowania drogi reszcie. Sprzymierzeńcem Hiszpanów okazała się taktyka stosowana przez tubylczych wojowników. Otoczyli Hiszpanów, ale do walki wchodziły stosunkowo małe oddziały, które ponosiły straty w starciu z hiszpańskim szykiem, a częściowo rozbijane były przez kawalerię. Mimo wszystko trwający 5 godzin napór powodował zaciskanie się pierścienia, tak że pozbawione możliwości ruchu konie stawały się tylko dodatkową osłoną. Walczyli wszyscy ranni, chorzy, a nawet towarzyszące Europejczykom kobiety. Cudów dokonywali nieliczni Tlaxcaltecy. Wielokrotnie ranny Cortés starał się podtrzymać nadzieję, wśród omdlewających żołnierzy. Wobec niemożliwości powstrzymania ataków coraz to nowych oddziałów, rozkazał uderzyć na dowódców łatwych do rozpoznania po barwnych strojach i wysokich pióropuszach. W pewnym momencie on sam z paroma jeźdźcami znalazł się w pobliżu głównodowodzącego wojsk azteckich Cihuacatzina, który otoczony dostojnikami stał na szczycie pagórka. Cortés natarł na niego z takim impetem, iż zdołał przewrócić wodza. Śpieszący z pomocą Juan de Salamanca przebił Azteka włócznią. Na widok śmierci dowódcy wojownicy zmniejszyli napór, a po chwili zaczęli się wycofywać. Hiszpanie przez krótki czas ścigali uciekających, po czym pośpiesznie udali się w stronę gór oddzielających ich od kraju sojusznika.

## Epilog
Hiszpanie ogłosili wielkie zwycięstwo, choć tak naprawdę bitwa była nierozstrzygnięta. Źródła milczą jakie straty poniosły obie strony, choć pewnie musiały być spore. Aztecy stracili ostatnią szansę na zakończenie hiszpańskiej konkwisty pozwalając Cortésowi na wycofanie się. Kilka miesięcy później wróci do kraju Mexica na czele potężnej armii hiszpańsko-indiańskiej i zakończy żywot imperium Azteków.
Bitwę pod Otumbą zalicza się do największych sukcesów wojennych Cortesa. Nazwa ta dekoruje jego pomnik na głównym placu w Medellin.